# Centro Sportivo Alagoano
Il Centro Sportivo Alagoano, noto anche semplicemente come CSA, è una società calcistica brasiliana con sede nella città di Maceió, capitale dello stato dell'Alagoas.

## Storia
Il 7 settembre 1913, lo stesso giorno della ricorrenza dall'indipendenza del Brasile dal Portogallo, il club è stato fondato come Centro Sportivo Sete de Setembro. Nel 1914, il Centro Sportivo Sete de Setembro ha cambiato nome in Centro Sportivo Floriano Peixoto, in onore di Floriano Peixoto, secondo presidente del Brasile, ed eroe durante la guerra della triplice alleanza. Quattro anni dopo, nel 1918, il club è stato rinominato con il suo nome attuale, Centro Sportivo Alagoano.
Nel 1928, il club ha vinto il suo primo titolo, il campionato statale dell'Alagoas.
Nel 1980, il club è stato finalista del Campeonato Brasileiro Série B. In finale, il Londrina dello stato del Paraná e il CSA hanno pareggiato 1-1 a Maceió, all'andata, e al ritorno, a Londrina, il Londrina ha battuto il club 4-0. Nel 1982, il club è stato di nuovo finalista della seconda divisione brasiliana. Il CSA venne sconfitto dal Campo Grande di Rio de Janeiro. All'andata, a Maceió, il CSA vinse 4-3. Al ritorno, a Rio de Janeiro, il Campo Grande vinse 2-1. Alla terza partita, il Campo Grande vinse 3-0. Nel 1983, il club ha raggiunto di nuovo la finale della seconda divisione brasiliana. Il CSA venne sconfitto dalla Juventus di San Paolo. All'andata, a Maceió, il CSA vinse 3-1. Al ritorno, a San Paolo, la Juventus ha vinto 3-0. Alla terza partita, la Juventus vinse 1-0.
Nel 1999, il CSA ha partecipato alla Copa do Nordeste, dove è stato eliminato dal Bahia nelle semifinali. Tuttavia, il Vitória, il Bahia, e lo Sport Recife (rispettivamente il vincitore, il finalista e il terzo classificato nella Copa do Nordeste) decisero di non partecipare alla Coppa CONMEBOL, così, il CSA fu invitato a partecipare alla competizione. Il CSA, contro ogni pronostico, raggiunse la finale della competizione, ma venne sconfitto dal Talleres dell'Argentina. All'andata, a Maceió, il club vinse 4-2. Al ritorno, a Córdoba, Il Talleres ha vinto 3-0. Tuttavia, il capocannoniere della competizione fu Missinho del CSA.

## Strutture

### Stadio
Il CSA gioca le partite casalinghe all'Estádio Rei Pelé, che ha una capacità di 18 801 posti.

## Organico

### Rosa 2020
| N. |                     | Ruolo | Calciatore                |
| -- | ------------------- | ----- | ------------------------- |
| 1  | Brasile (bandiera)  | P     | Caíque                    |
| 2  | Brasile (bandiera)  | D     | Norberto                  |
| 3  | Brasile (bandiera)  | D     | Alan Costa                |
| 4  | Brasile (bandiera)  | D     | Luciano Castán (capitano) |
| 5  | Brasile (bandiera)  | C     | Yago                      |
| 6  | Brasile (bandiera)  | D     | Diego Renan               |
| 7  | Brasile (bandiera)  | A     | Bruno José                |
| 8  | Brasile (bandiera)  | C     | Márcio Araújo             |
| 9  | Brasile (bandiera)  | A     | Michel Douglas            |
| 10 | Brasile (bandiera)  | C     | Renatinho                 |
| 11 | Brasile (bandiera)  | A     | Rafael Bilú               |
| 12 | Brasile (bandiera)  | P     | Thiago Rodrigues          |
| 13 | Brasile (bandiera)  | D     | Caio Felipe               |
| 14 | Brasile (bandiera)  | D     | Willian Rocha             |
| 15 | Brasile (bandiera)  | C     | Jean Cléber               |
| 16 | Brasile (bandiera)  | C     | Victor Paraíba            |
| 17 | Brasile (bandiera)  | A     | Rodrigo Pimpão            |
| 18 | Paraguay (bandiera) | C     | Richard Franco            |

| N. |                    | Ruolo | Calciatore       |
| -- | ------------------ | ----- | ---------------- |
| 19 | Brasile (bandiera) | A     | Gustavo Schutz   |
| 21 | Brasile (bandiera) | C     | Geovane          |
| 23 | Brasile (bandiera) | C     | Gustavo Hebling  |
| 25 | Brasile (bandiera) | D     | Lucas Dias       |
| 26 | Brasile (bandiera) | D     | Rafinha          |
| 27 | Brasile (bandiera) | C     | João Paulo       |
| 29 | Brasile (bandiera) | C     | Allano           |
| 30 | Brasile (bandiera) | D     | Leandro Souza    |
| 31 | Brasile (bandiera) | P     | Bruno Grassi     |
| 99 | Brasile (bandiera) | A     | Alecsandro       |
|    | Brasile (bandiera) | C     | Gabriel          |
|    | Brasile (bandiera) | P     | Alexandre Cajuru |
|    | Brasile (bandiera) | C     | Andrigo          |
|    | Brasile (bandiera) | C     | Luan Silva       |
|    | Brasile (bandiera) | A     | Matheus Prado    |
|    | Brasile (bandiera) | C     | Nádson           |
|    | Brasile (bandiera) | A     | Diego Maurício   |

## Palmarès

### Competizioni nazionali
- Campeonato Brasileiro Série C: 1

2017

### Competizioni statali
- Campionato Alagoano: 40

1928, 1929, 1933, 1935, 1936, 1941, 1942, 1944, 1949, 1952, 1955, 1956, 1957, 1958, 1960, 1963, 1965, 1966, 1967, 1968, 1971, 1974, 1975, 1980, 1981, 1982, 1984, 1985, 1988, 1990, 1991, 1994, 1996, 1997, 1998, 1999, 2008, 2018, 2019, 2021
- Copa Alagoas: 2

2006, 2024
- Campeonato Alagoano Segunda Divisão: 2

2005, 2010

### Altri piazzamenti
- Campeonato Brasileiro Série B:

Secondo posto: 1980, 1982, 1983, 2018
- Campeonato Brasileiro Série D:

Secondo posto: 2016
- Copa do Nordeste:

Semifinalista: 1999, 2010
- Coppa CONMEBOL:

Finalista: 1999